# Myotis anjouanensis
Myotis anjouanensis — вид роду Нічниця (Myotis).

## Поширення, поведінка
Цей маловідомий вид є ендеміком для острова Анжуан, Коморські острови.